# Alborz tartomány

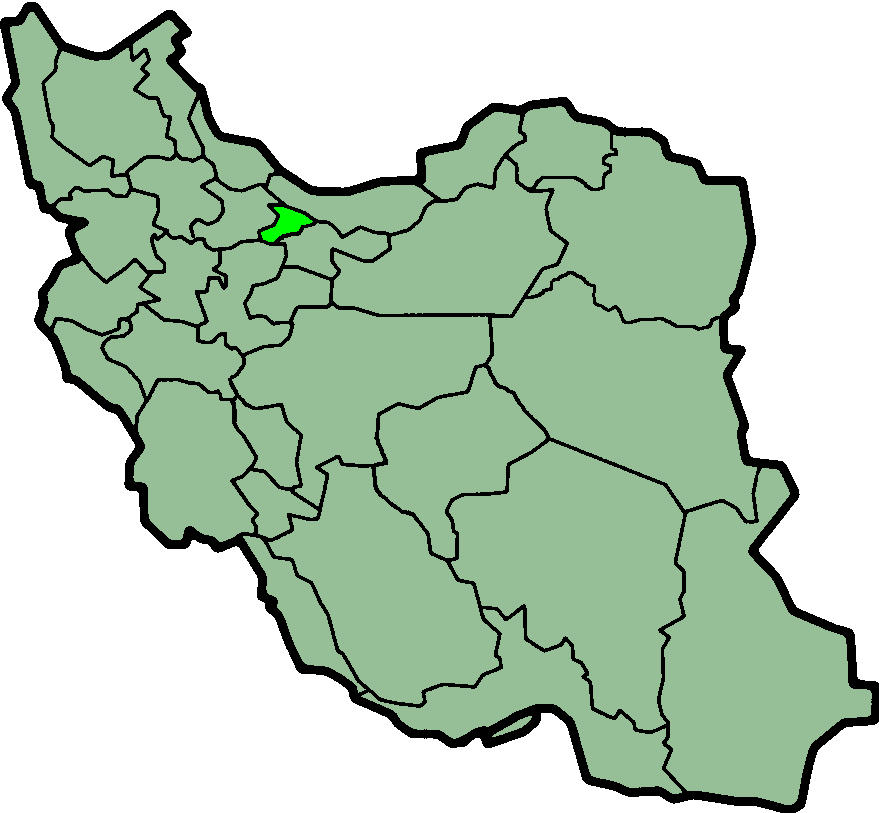
Alborz tartomány elhelyezkedése Iránban

Alborz tartomány (perzsául استان البرز [Ostân-e Alborz]) Irán 31 tartományának egyike az ország északi részén. Északon Mázandarán, keleten Teherán, délen Markazi, nyugaton pedig Kazvin tartomány határolja. Székhelye Karadzs városa. Területe 5 833 km², lakossága 2 412 513 fő volt 2011-ben. Lakosságának 90,5 százaléka városlakó. 2010. június 23-án alakult meg Teherán tartomány nyugati területeiből. Irán harmincegyedik és egyben legkisebb területű tartománya.

## Népesség
| 2011 | 2 412 513 |
| 2016 | 2 712 400 |

## Közigazgatási beosztása
Alborz tartomány 2021 novemberi állás szerint hét megyére (sahrasztán) oszlik. Ezek: Csahárbág megye, Estehárd megye, Fardisz megye, Karadzs, Nazarábád, Szávodzsbolág és Tálegán.

## Fordítás
- Ez a szócikk részben vagy egészben  a(z)   استان‌های ایران című perzsa Wikipédia-szócikk ezen változatának fordításán alapul.  Az eredeti cikk szerkesztőit annak laptörténete sorolja fel. Ez a jelzés csupán a megfogalmazás eredetét és a szerzői jogokat jelzi, nem szolgál a cikkben szereplő információk forrásmegjelöléseként.